# Мишо Николов
Мишо Николов е български виолончелист, диригент и педагог.

## Ранни години
Мишо Николов е роден във Враца като пето дете на фелдшера Никола Иванов Ценов и Елена Михова Ценова. Завършва гимназия и започва трайни занимания с музика – свири на чело, участва в дейността на местното читалище.
През 1926-27 г. Николов учи в Държавната музикална академия в София, в класа по чело на проф. Иван Цибулка. Издържа се със свирене в кината. През 1928 г. заминава за Брюксел, а после отива в Париж. Там работи и учи при проф. Жан Фурние. Създава си познанства, свири в известните симфонични оркестри „Ламурьо“ и „Колон“.

## В България
Мишо Николов се завръща в България през 1932 г. и става учител по музика в училище „Братя Миладинови“ в Бургас. Свири в симфоничния оркестър на града, но продължава образованието си в Практическия отдел на ДМА. Дипломира се през 1936 г., а след това свири в Царския Военен Симфоничен оркестър и участва в трио с Иван Кръстев (пианиста на оркестъра) и с Петър Христосков; по-късно с Васил Стефанов.
Това е началото на интензивния концертен живот в България. Залите са пълни. Концертите са понякога по 2-3 на ден: на открито, безплатни – за граждани, и в зала, с билети – за по-отбрано общество. Реперторът е богат – Бетховен, включително Девета симфония, Чайковски, Мусоргски, Брамс. В програмата често присъстват произведения на Панчо Владигеров, Петко Стайнов.
Мишо Николов продължава образованието си в Учителския отдел на ДМА, дипломира се през 1937 г. и става кандидат-учител в Трета софийска мъжка гимназия. През 1939 и 1940 г. си взема държавните изпити и е назначен учител по музика в Мъжката гимназия в Русе.

## Втора световна война
През военните години 1943-1944 Мишо Николов изнася концерти със струнния оркестър на Мъжката гимназия в различни градове. Поради бомбардировките на англо-американската авиация над България се евакуаира със семейството си в с. Писанец. Там подготя и представя оперетата „Змей“ с ученици и местни деца.
След края на войната Николов става учител по музика в Девическата гимназия в Русе. Ръководи струнен оркестър, фанфарна музика, хор, преподава всички струнни инструменти, солфеж, оркестрира пиеси за съставните. Изнася редовни годишни концерти, а през 1946 г. гастролира с фанфарната музика в Букурещ.

## Късни времена
На 28 януари 1947 г. Мишо Николов дирижира първия концерт на Областния симфоничен оркестър в Русе. В програмата са включени творби от Шуберт, Бизе, Григ и, разбира се, „На хубавия син Дунав“ от Йохан Щраус. Николов става концертмайстор на человите групи във вече Държавния симфоничен оркестър и в Народната опера – Русе. В домашни концерти с квартети за четири чели музицира заедно с двамата си сина – челисти.
През 1955 г. е първият учител по виолончело в новооснованата Детска музикална школа.
Мишо Николов се пенсионира през 1963 г. Умира през 1988 г. на 85-годишна възраст в Русе.
Баща е на именития виолончелист, диригент, професор в Националната музикална академия, София и писател Венцеслав Николов.